# 木村聖哉
木村 聖哉（きむら せいや、2004年9月10日 - ）は、日本の俳優。東京都出身。身長169cm。血液型はA型。ヒラタオフィスに所属。

## 出演

### テレビドラマ
- 東京リトル・ラブ（2010年4月 - 9月、フジテレビ）
- 土曜時代劇　桂ちづる診察日録第10話（2010年10月13日、NHK総合テレビ） - 徳蔵 役
- ドラマW CO 移植コーディネーター（2010年3月 - 4月、WOWOW） - 立花海斗 役
- ラストマネー〜愛の値段〜（2011年9月 - 10月、NHK総合テレビ） - 佐々倉翔 役
- 宮部みゆき・4週連続　“極上”ミステリー 第二夜 スナーク狩り（2012年5月14日、TBS） - 佐倉修治（幼少期） 役
- カラマーゾフの兄弟（2013年1月 - 3月、フジテレビ） - 黒澤勲（幼少期） 役
- 土曜ワイド劇場　遺品の声を聴く男4（2013年5月25日、朝日放送） - 小森翔太 役
- フレネミー -どぶねずみの街-（2013年7月 - 、日本テレビ） - 岡嶋渉（幼少期） 役
- 連続テレビ小説 まれ（2015年3月 - 4月、NHK） - 津村一徹（幼少期）役[3]
- 最上の命医 2016（2016年2月10日、テレビ東京） - 松永理一 役
- 青のSP―学校内警察・嶋田隆平―（2021年1月12日 - 3月16日、関西テレビ・フジテレビ） - 三上真司 役[4]
- 仮面ライダーセイバー 増刊号（2021年8月29日、テレビ朝日） - 拓斗 役
- 和田家の男たち 第3話・第7話（2021年11月5日・12月3日、テレビ朝日） - 清宮恭介 役
- 恋の病と野郎組Season2 第8話（2022年3月14日、日本テレビ）[1]
- 個人差あります 第7話（2022年9月17日、東海テレビ）[1]
- バリューの真実「それゆけ！新内先生」 第1話・4話・5話（2023年4月4日・25日・5月2日、NHK Eテレ） - 坂本直輝 役[1]
- シッコウ!!〜犬と私と執行官〜 第7話（2023年8月22日、テレビ朝日） - タクミ 役

### 映画
- 青天の霹靂 （2014年）
- 天空の蜂（2015年） - 三島智弘 役
- 僕だけがいない街（2016年3月19日、ワーナー・ブラザース映画） - 小林賢也（幼少期）役
- イイネ！イイネ！イイネ！（2017年6月24日） - トニー(幼少期) 役
- あゝ、荒野 （2017年10月7日） - バリカン（幼少期）役
- 覆面系ノイズ（2017年11月25日）
- ガチ星（2018年） - 濱島康太 役[1]
- 光を追いかけて（2021年10月1日） - 三浦直樹 役[1]

### テレビアニメ
- ばらかもん（2014年） - ケン太 役[5]
- 甘々と稲妻（2016年） - 犬塚の兄、しのぶの弟 役

### 劇場アニメ
- バケモノの子（2015年）

### 舞台
- 舞台「わたしの幸せな結婚」－帝都陸軍オクツキ奇譚－」（2023年） - 明原壮平 役[6]
- ミュージカル『テニスの王子様』4thシーズン - 切原赤也 役
  - 青学vs立海（2024年1月13日 - 21日、TACHIKAWA STAGE GARDEN / 1月26日 - 2月3日、オリックス劇場 / 2月9日 - 11日、土岐市文化プラザ サンホール / 2月23日 - 3月2日、日本青年館ホール）[7]
  - Dream Live 2024 〜Memorial Match〜 (2024年5月25日 - 26日、神戸ワールド記念ホール / 5月31日 - 6月2日、有明アリーナ)
- ミュージカル『黒執事』〜寄宿学校の秘密 2024〜（2024年9月7日・8日、兵庫県立芸術文化センター KOBELCO 大ホール / 9月21日 - 29日、TOKYO DOME CITY HALL） - チェスロック 役（降板）[8][9]
- 絵本朗読LIVE『ビロードのうさぎ〜ペールトーン〜』（2025年7月11日・17日〈予定〉、CBGKシブゲキ!!）[10][11]
- 朗読劇「また、桜の国で」（2025年8月27日 - 31日、IMM THEATER） - レイモンド・パーカー 役[12]

### MV
- T-Pistonz+KMC『感動共有!』（2012年）[1]
- nano.RIPE『なないろびより』（2013年）[1]
- SUPER BEAVER『東京』（2022年）[1]
- 学芸大青春『Ylang Ylang』（2023年）[1]

### CM
- クラシエホールディングス「ナイーブボディソープ」（2010年2月 - 11月）
- アイフルホーム「こどもにやさしいはみんなにやさしい篇」（2010年6月 - 2011年6月）
- ミツカン「やるじゃん!すし酢 カップずし篇」（2010年10月 - ）
- Docomo「キッズ携帯」（2011年9月 - ）
- HRK「コラーゲン入り十二雑穀」（2011年11月 - ）
- 日本マクドナルド ハッピーセット「弾丸篇」（2012年1月）

### CD

#### ドラマCD
- ばらかもん（吉田心）※第17巻ドラマCD付き初回特装版